# Институт глубоководных исследований и техники
1. перенаправление Санья (городской округ)#Наука и образование